# Labeo sp. nov. 'Mzima'
Labeo sp. nov. 'Mzima' là một loài cá vây tia thuộc họ Cyprinidae.
Loài này chỉ có ở Kenya.
Môi trường sống tự nhiên của chúng là sông ngòi.